# 李中垣
李中垣（1916年4月22日—2003年12月12日），原名李九龄，曾用名李丙辰，男，河南扶沟人，中华人民共和国政治人物，曾任天津市人民委员会副市长，天津市人民政府副市长，天津市人大常委会副主任。